# アーノルド・ベックマン

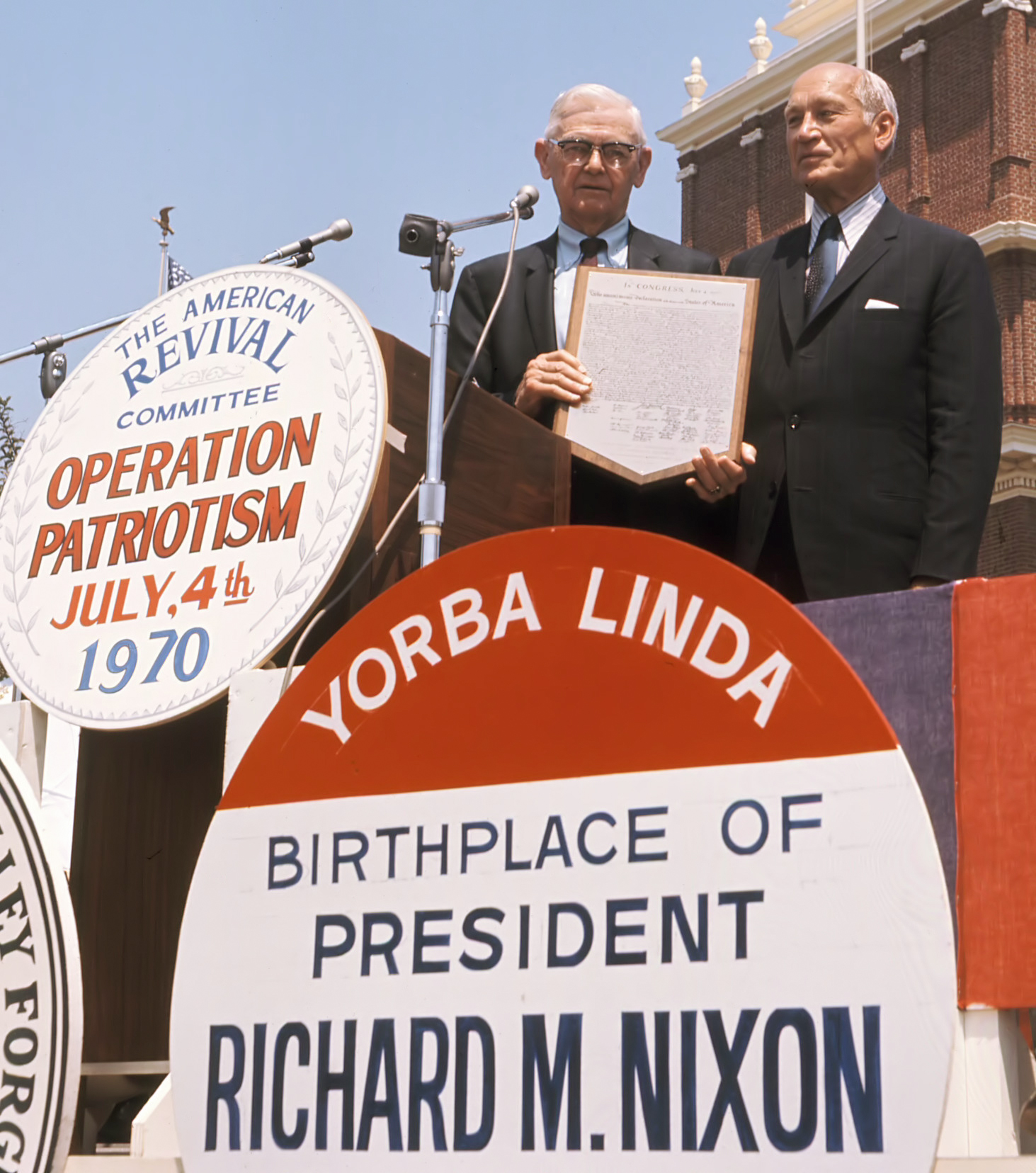
1970年7月、ナッツベリーファームでウォルター・ノットと。

アーノルド・オーヴィル・ベックマン（Arnold Orville Beckman、1900年4月10日-2004年5月18日）は、アメリカ合衆国の化学者、発明家、投資家、慈善家である。1934年に発明したpHメーターを元にBeckman Instruments（現在はBeckman Coulter）を創業した。また、後にシリコンバレーの発展につながった最初のトランジスター製造企業も興すなど、様々な科学機器の発展に寄与している。

## 生い立ち
ベックマンはイリノイ州Cullomで鍛冶工の息子として生まれた。彼は幼い頃から世界に興味を持った。9歳の時、ベックマンは古い化学の教科書を見つけ、実験を始めた。父は、彼の科学への興味を応援し、道具小屋を実験室に作り替えた。ベックマンが18歳になった時、第一次世界大戦は依然続いており、そのため1918年8月、彼はアメリカ海兵隊に入隊した。基礎訓練が終わると、彼はブルックリン区の海軍造船所に送られ、ヨーロッパへの出征に備えた。幸運なことに、戦争は1918年11月に終結し、彼はフランスに派遣されずに済んだ。また、ロシアでのボリシェヴィキとの戦争にもギリギリで派遣されずに済んだ。その代わり、彼は感謝祭を地元のキリスト教青年会で過ごし、後の妻となる当時17歳のメイベル・メンザーと出会った。

## 教育
ベックマンは1922年にイリノイ大学アーバナ・シャンペーン校で化学工学の学士号を取り、1923年には物理化学の修士号を取った。博士課程ではカリフォルニア工科大学に1年間通ったが、婚約者のメイベルがEquitable Life Assurance Societyで秘書として働いていたニューヨークに戻った。彼もそこで、ウェスタン・エレクトリックの職を見つけた。ウェスタン・エレクトリックで、ベックマンは真空管製造の品質管理プログラムを開発し、回路設計について学んだ。ベックマンが電子工学に興味を持ったのもここにおいてである。
ベックマンはメイベルと1925年6月10日に結婚した。翌年、2人はカリフォルニア州に戻り、ベックマンはカリフォルニア工科大学で研究を再開した。彼は、紫外線光分解に関心を持ち、ロスコー・ディッキンソンの下で、紫外線のエネルギーを測定する装置の開発に取り組んだ。この装置は、紫外線を熱電対の上に照射し、入射する熱を電気に変換し、検流計で検出するというものである。1928年に博士号を取得すると、ベックマンは講師として大学に残り、後に教授となった。
ベックマンと家族は、パサデナ (カリフォルニア州)に隣接するアルタデナに家を建て、27年間そこに住んだ。カリフォルニア工科大学では、ライナス・ポーリングもディッキンソンに師事しており、一緒に研究することもあった。

## pHメーター
ベックマンは計測機器の製作が得意であり、学長であるロバート・ミリカンに付託された、政府や企業の科学技術に関する問題を解決していくうち、外部の依頼も受けコンサルタント業を始めるようになった。顧客の1人は、詰まらないインクの開発を依頼した。ベックマンは、有毒の酪酸でインクを作って、それを解決したが、この物質のせいで製造してくれる製造業者がおらず、ベックマンは自身でそれを作った。ベックマンはカリフォルニア工科大学の学生2人を雇ってNational Inking Appliance Companyを立ち上げた。タイプライター用のインクとして売り込んだこの事業はうまくいかなかったが、自身による会社経営や商品売り込みを初めて経験することになった。
別の顧客であるサンキスト・グローワーズは、製造工程に問題を抱えていた。製品に適さないレモンは、ペクチンやクエン酸の原料に回されるが、その際、保存料として二酸化硫黄が用いられる。サンキストは、リトマス紙に代わり、常時酸性度を監視する方法の開発を求めた。ベックマンは1935年にpHメーターを開発し、pHメーターは溶液の酸性度を測定する重要な道具となった。pHメーターに関する特許は全国的に知られた科学機器販売業者であるArthur H. Thomas Companyによって注目・販売され、ベックマンは会社名をNational Technical Laboratoriesと改めた。pHメーターの成功により、1939年にベックマンは大学を去り会社の専任社長となった。

## トランジスター
1955年、ベックマンはショックレー半導体研究所を設立し、ウィリアム・ショックレーの半導体の研究を財政支援した。ショックレーの老いた母がパロアルト (カリフォルニア州)に住んでいたため、ショックレーは研究所をマウンテンビュー近郊に作り、これがシリコンバレーが生まれる元となった。

## 晩年
晩年、ベックマンはニューポートビーチ近郊のCorona del Marに住み、アーノルド・アンド・メイベル・ベックマン財団を設立して慈善家として活動した。今までに、財団は様々な事前活動や組織に対し、4億ドル以上を支援してきた。寄付は、自身の母校も含め、主に科学者に対して行われる。イリノイ大学アーバナ・シャンペーン校のベックマン研究所及びベックマン庭園や、カリフォルニア工科大学のベックマン研究所、ベックマン講堂、ベックマン行動科学研究室、ベックマン化学合成研究室は、彼の名前にちなんでいる。

## 受賞・栄誉
1976年には、アメリカ芸術科学アカデミーのフェローに選ばれた。また、1985年にはJunior Achievement U.S. Business Hall of Fame、1987年には全米発明家殿堂に選出され、アメリカ化学者協会ゴールドメダルを受賞。1992年にはバウアー賞ビジネスリーダーシップ部門受賞、1999年には米国科学アカデミーから公共福祉メダルを授与された。